# وینگز آو آلاسکا
وینگز آو آلاسکا (به انگلیسی: Wings of Alaska) یک شرکت هواپیمایی با کد یاتا K5 است که در تاریخ ۱۹۸۲ میلادی تأسیس شده‌است. دفتر مرکزی وینگز آو آلاسکا در جونو، ایالات متحده آمریکا واقع شده‌است و قطب این شرکت هواپیمایی در فرودگاه بین‌المللی جونو قرار دارد و به ۵ مقصد، پرواز مستقیم انجام می‌دهد.